# Lycopus (plant)
Lycopus is een geslacht van een tien- tot dertigtal soorten uit de lipbloemenfamilie (Lamiaceae).
De enige in Europa van nature voorkomende soort uit dit geslacht is de wolfspoot (Lycopus europaeus). Deze soort komt zowel in België als in Nederland voor.
In Amerika komen ook andere soorten voor, zoals 
- Lycopus americanus
- Lycopus amplectens
- Lycopus virginicus